# Outer London

Outer London

Outer London ist der Sammelbegriff für die äußeren Stadtbezirke von Greater London. Es sind diejenigen Stadtbezirke, welche zwischen 1889 und 1965 nicht das alte County of London (Grafschaft London) bildeten, sondern damals noch zu den Grafschaften Essex, Kent, Middlesex, Surrey und (teilweise) Hertfordshire gehörten. Sie umringen die Region Inner London.
Outer London umfasst folgende Stadtbezirke: Barking and Dagenham, Barnet, Bexley, Brent, Bromley, Croydon, Ealing, Enfield, Haringey, Harrow, Havering, Hillingdon, Hounslow, Kingston upon Thames, Merton, Newham, Redbridge, Richmond upon Thames, Sutton und Waltham Forest.
Für statistische Zwecke wird eine etwas andere Einteilung verwendet: Greenwich zählt dabei ebenfalls zu Outer London, nicht aber Haringey und Newham.